# Stelis wagneri
Stelis wagneri är en orkidéart som först beskrevs av Rudolf Schlechter, och fick sitt nu gällande namn av Alec M. Pridgeon och Mark W. Chase. Stelis wagneri ingår i släktet Stelis och familjen orkidéer.